# Damaskinos Mansour
 (mai 2019).
Si vous disposez d'ouvrages ou d'articles de référence ou si vous connaissez des sites web de qualité traitant du thème abordé ici, merci de compléter l'article en donnant les références utiles à sa vérifiabilité et en les liant à la section « Notes et références ».
Damaskinos Mansour (ne Samih Youssef Mansour) est le métropolite de l'archidiocèse orthodoxe antiochien de São Paulo et de tout le Brésil. Il est né en 1949 à Damas.

## Biographie
Né à Damas, en Syrie, il a déménagé enfant au Liban, où il a été l'élève du dernier patriarche Ignace IV d'Antioche et a étudié la littérature arabe à Beyrouth et la théologie à Balamand. Il a été ordonné diacre en 1974 par Elias IV d'Antioche, le jour de son diplôme, devenant un ancien l'année suivante. Plus tard, il a étudié la musique, la liturgie, la bibliothéconomie et l'art byzantin et a fait sa maîtrise en théologie à Thessalonique. En 1987, il était vicaire archiépiscopal en Syrie pour l'archidiocèse de l'Akkar.
En 1992, il a été élu évêque d'Edesse, titre représentant l'épiscopat auxiliaire de l'archidiocèse de São Paulo et de tout le Brésil lors de l'épiscopat de Dom Ignátios Ferzli. Après sa mort, il a pris ses fonctions en 1997. Son siège épiscopal se trouve dans la Cathédrale Orthodoxe de São Paulo.
Damaskinos est connu pour son dialogue œcuménique, en particulier avec l'archidiocèse catholique romain de São Paulo, et pour l'accueil de la communauté syro-libanaise. Il parle couramment l'arabe, le portugais, l'anglais et le grec.
Le 15 décembre 2017, par décret du gouverneur Geraldo Alckmin, le hiérarchie a reçu la grande croix de l'Ordre d'Ipiranga.